# Бабек (фильм)
«Бабек» (азерб. Babək) — художественный кинофильм, созданный в 1979 году киностудиями «Азербайджанфильм» и «Мосфильм». Фильм о жизни и подвигах Бабека.

## Сюжет
Действие фильма происходит в IX веке. В фильме описана история жизни Бабека, согласно сюжету фильма возглавлявшего движение хуррамитов против Арабского халифата, которое представлено как азербайджанское народно-освободительное движение. События фильма представляют период народно-освободительного движения хуррамитов, в рядах которых, согласно сюжету, вместе с азербайджанцами сражались арабы, курды, фарси и представители других народов за национальную независимость Азербайджана от Халифата под предводительством народного героя Бабека. За двадцать лет упорной борьбы Бабек выиграл четыре сражения. Пятое для него стало роковым: попав в плен, Бабек отказался от предложения выкупить свою свободу ценой измены — и был казнён.

## В ролях
- Расим Балаев — Бабек
- Гасан Турабов — Афшин
- Амалия Панахова — Зарниса
- Тамара Яндиева — Парвин
- Шахмар Алекперов — Джавидан
- Мамед Вердиев — Бугдай
- Хамид Азаев — Азрак
- Энвер Гасанов — Тархан
- Гамлет Хани-Заде — Халиф Мутасим
- Гаджи Мурад — Халиф Мамун
- Самандар Рзаев — Ибн-Баис
- Гаджи Халилов — Ибн-Боят
- Рамиз Меликов — Сахл Ибн-Смбат
- Эльданиз Расулов — Азин
- Мухтар Маниев — Ибн-Муаз
- Алиаббас Кадыров — Фазл
- Бахадур Алиев — Дивдад
- Микаил Мирзаев — Сотник
- Яшар Мамедов — Абу Имран
- Сулейман Аскеров — эпизод